# Cressier (Fryburg)
Cressier (frp. Kressi, hist. Grissach) – gmina (fr. commune; niem. Gemeinde) w Szwajcarii, w kantonie Fryburg, w okręgu Lac. 

## Demografia
W Cressier mieszka 1 015 osób. W 2020 roku 26,7% populacji gminy stanowiły osoby urodzone poza Szwajcarią.

## Transport
Przez teren gminy przebiegają drogi główne nr 177 i nr 182. 